# Cabeza Búha
La Cabeza Búha es una pequeña elevación montañosa que se encuentra en el término municipal de Santibáñez de Béjar, y en su ladera este, en el término municipal del Puente del Congosto. Pertenece a la Serranía de los Castaños, dentro del Sistema Central. Está en el sureste de la provincia de Salamanca, Castilla y León, España.

## Acceso
Se puede acceder a la cima por la carretera SA-102, dónde por ella sale un camino que accede hacía la montaña hasta que se llega a la cima. Actualmente está un poco descuidado, pero todavía se puede subir sin riesgo de perderse. La cima alcanza los 1.166 metros de altitud y se encuentra a 4.8 km de Santibáñez de Béjar y a 1.6 km del Puente del Congosto.

## Fauna
La fauna principal está compuesta por liebres, pájaros y sobre todo en algunas épocas del año jabalíes, muy normal en estas montañas.

## Flora
La flora está compuesta por encinas y algunas zarzas. Es muy poco variada.
- Datos: Q5738025